# Franz von Königsmarck
Franz von Königsmarck (* um 1503; † 24. Dezember 1585) war ein deutscher Scholaster am Domstift St. Mauritius in Magdeburg.

## Leben
Er stammte als dem altmärkischen Adelsgeschlecht von Königsmarck und war der Sohn von Andreas von Königsmarck, der zugunsten seines Sohnes 1545 von der Magdeburger Majorpräbende und Scholastenstelle resignierte.
Zu jenem Zeitpunkt hatte Franz bereits ein bewegtes Leben hinter sich, denn er hatte an den Kriegszügen in die Lombardei, nach Ungarn und am Bauernkrieg teilgenommen. Danach war er sechs Jahre Hauptmann in Sommerschenburg und elf Jahre in Zinna. Zwischen 1545 und 1547 hielt er sich an den Universitäten Wittenberg und Leipzig auf, bevor er offiziell in das Domkapitel in Magdeburg aufgenommen wurde. 1545 war er Inhaber der Domherrenkurie im heutigen Remtergang 1. 1569 war er für zehn Tage Senior des Domkapitels. Im Jahr 1580 lebte er in Magdeburg in der Domherrenkurie im Breiten Weg 8. Nach seinem Tod wurde er im Magdeburger Dom beigesetzt.
1562 heiratete er Lucia von Hacke. Aus der Ehe ging der gleichnamige Sohn Franz hervor, der 1594 die Herrschaft Goseck erwarb.